# Паноптикум (Гамбург)
Паноптикум в Гамбурге — крупнейший в Германии музей восковых фигур в центральном районе Санкт-Паули. В музее представлены 122 восковые фигуры и расположен уникальный «анатомический зал», в котором можно увидеть модели внутренних органов человека, стадии развития болезней и даже коллекцию искусственных глаз. Музей Паноптикум считается одним из старейших в Германии.
Музей был основан в 1879 году Фридрихом Германом Фаербером.

## Где находится музей
Паноптикум находится в Гамбурге, в центральном районе Санкт-Паули (St. Pauli), недалеко от улицы Репербан (Reeperbahn). Добраться до него можно на автомобиле, велосипеде и общественном транспорте. Ближайшая станция метро (U-Bahn) — St. Pauli (линия U3). Поездка на такси из центра города займет около 10 минут.

## История
Паноптикум в Гамбурге был основан в 1879 году скульптором по дереву Фридрихом Германом Фаербером на площади Шпильбуденплац (улица Репербан) и с тех пор находится в семейном владении. В настоящее время заведение возглавляют доктор Хайо Фаербер и его дочь Сюзанна Фаербер. Хайо Фаербер, правнук основателя, принял бизнес у своего отца, Хайнца Германа Фаербера, который был старшим строительным директором в строительном управлении Гамбурга. Изначально бизнесом руководила его жена Беате, после смерти которой управление взял на себя Хайо Фаербер. К началу Второй мировой войны паноптикум в развлекательном районе Санкт-Паули превратился в музей с 300 фигурами, но в 1943 году он был уничтожен зажигательными бомбами.
Паноптикум с 28 спасенными фигурами открылся в 1948 году. В их числе были фигуры Адольфа Гитлера и Йозефа Геббельса, созданные в 1941 году. Эта инсталляция ранее была запрещена национал-социалистами. Они демонстрируются в фильме о Софи и Гансе Шолле.

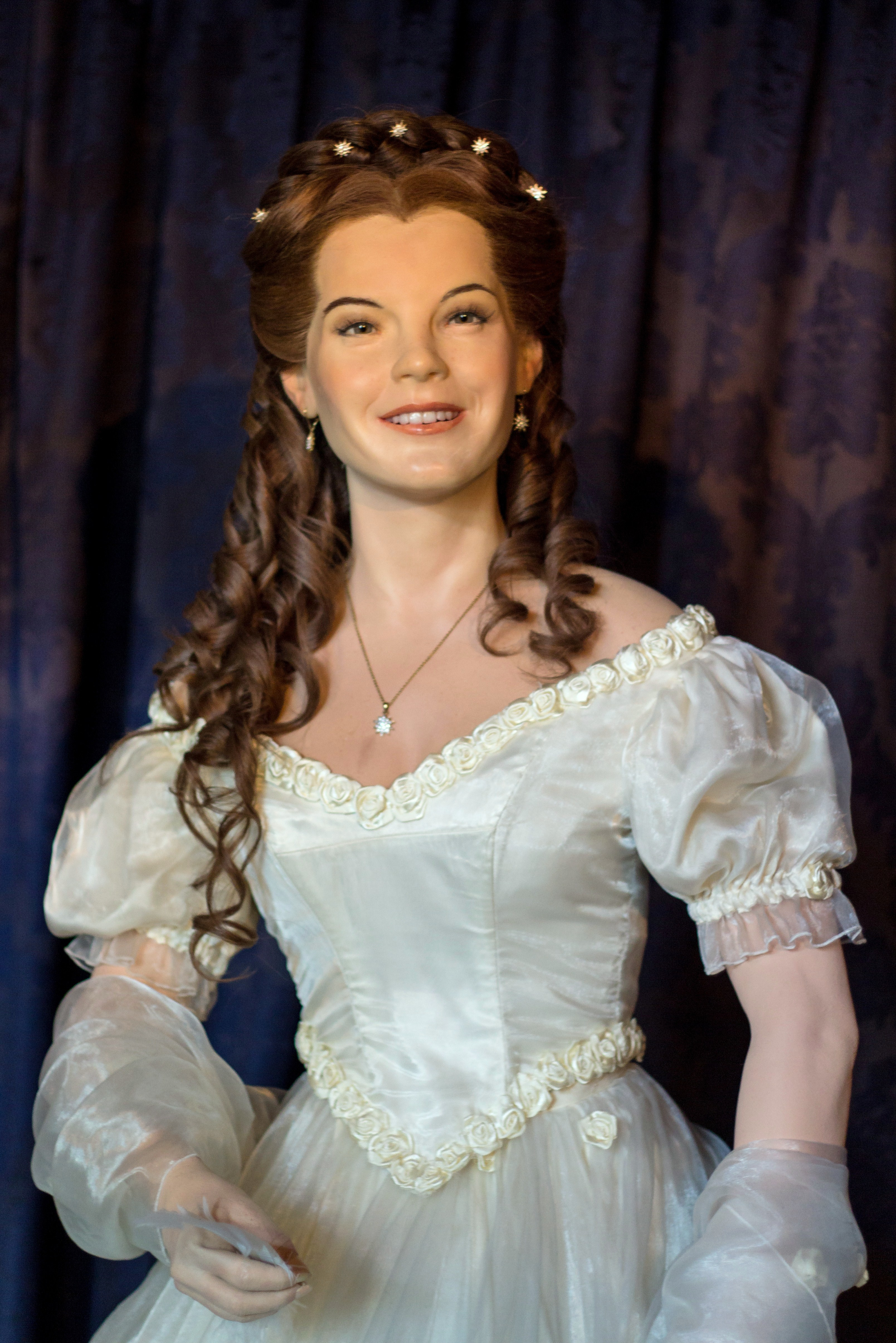
Актриса Роми Шнайдер в роли принцессы Сисси. Восковая фигура из Паноптикума (Гамбург)

Нынешнее здание было построено в 1959 — 1961 годы по проекту Хайнца Германа Фаербера на старом месте, рядом с театром оперетты. В начале 2007 года была проведена тщательная реконструкция, при которой был сохранен характер фасада в стиле 1950-х годов.

## Коллекция и выставка
С момента основания для экспозиции музея были созданы фигуры королей и императоров, известных преступников и убийц, а также лилипутов  и великанов. Сегодня на четырёх этажах «Паноптикума» размещено около 120 фигур исторических личностей, мировых знаменитостей и звезд Гамбурга. Можно увидеть, например, юную легенду футбола Уве Зеелер, актрису Инге Мейсель, и таких известных персон как Ангела Меркель, Робби Уильямс, Анджелина Джоли, Виталий Кличко, Удо Линденберг, Отто Ваалкес, Хелене Фишер, Карл Лагерфельд, Барак Обама, Дональд Трамп или Папа Бенедикт XVI. Также есть сцена ужасов и, так называемый, медико-исторический кабинет. По сравнению с заведениями, управляемыми развлекательными компаниями с большими техническими возможностями, «Panoptikum», c точки зрения выставочной площадки и постановки отсылает к истокам музеев восковых фигур. Для детей и молодежи предлагают различные экскурсии по музею, организуют детские дни рождения, а также представляют аудиогид.
Художественные методы работы скульпторов по заказу и технические возможности головы и конечностей, смоделированных в отдельных случаях до Второй мировой войны, влияют на качество фигур. На изготовление фигурки уходит несколько месяцев. До 1953 года эту работу вели основатель и его сын Герман. Сегодня художниками-исполнителями являются Саския Рут и Готфрид Крюгер.